# Barnsley F.C.
Barnsley Football Club je angleški nogometni klub, iz mesta Barnsley v Južnega Yorkshira. Klub ima nadimek The Tykes, po maskoti kluba Tobyju Tyku. Klub je bil ustanovljen leta 1887 kot Barnsley St. Peter's. 

## Igralci
Na datum 30. januar 2008.

### Trenutna postava
| Št. | Država    | Položaj | Igralec                                    |
| --- | --------- | ------- | ------------------------------------------ |
| 2   | Anglija   | DF      | Bobby Hassell                              |
| 3   | Wales     | DF      | Lewin Nyatanga (on loan from Derby County) |
| 5   | Anglija   | DF      | Robert Kozluk                              |
| 6   | Wales     | MF      | Andy Johnson                               |
| 7   | Anglija   | DF      | Sam Togwell                                |
| 9   | Nigerija  | FW      | Kayode Odejayi                             |
| 10  | Anglija   | MF      | Brian Howard (captain)                     |
| 11  | Wales     | FW      | Daniel Nardiello (on loan from QPR)        |
| 13  | Madžarska | FW      | István Ferenczi                            |
| 14  | Danska    | FW      | Kim Christensen                            |
| 15  | Brazilija | MF      | Anderson de Silva                          |
| 16  | Anglija   | DF      | Stephen Foster                             |

| Št. |            | Položaj | Igralec                       |
| --- | ---------- | ------- | ----------------------------- |
| 18  | Brazilija  | DF      | Dennis Souza                  |
| 19  | Anglija    | DF      | Jacob Butterfield             |
| 20  | Jamajka    | MF      | Jamal Campbell-Ryce           |
| 21  | Irska      | FW      | Jon Macken                    |
| 22  | Nemčija    | GK      | Heinz Müller                  |
| 23  | Nizozemska | DF      | Marciano van Homoet           |
| 24  | Anglija    | FW      | Michael Coulson               |
| 25  | Irska      | MF      | Martin Devaney                |
| 29  | Španija    | MF      | Diego León                    |
| 30  | Wales      | GK      | Kyle Letheren                 |
| 31  | Anglija    | GK      | Luke Steele (sposojen od WBA) |
| 37  | Irska      | MF      | Dwayne Mattis                 |
| 38  | Anglija    | DF      | Luke Potter                   |

### Posojeni igralci
| Št. | Država  | Položaj | Igralec                                         |
| --- | ------- | ------- | ----------------------------------------------- |
| 4   | Anglija | DF      | Paul Reid (posojen klubu Carlisle United)       |
| 8   | Peru    | FW      | Miguel Mostto (posojen klubu Coronel Bolognesi) |
| 12  | Anglija | DF      | Robert Atkinson (posojen klubu Grimsby Town)    |
| 26  | Anglija | MF      | Simon Heslop (posojen klubu Halifax Town)       |
| 35  | Anglija | DF      | Rhys Meynell (posojen klubu Gretna)             |

## Menedžerji
- Arthur Fairclough (1898-01)
- John McCartney (1901-04)
- Arthur Fairclough (1904-12)
- John Hastie (1912-14)
- Percy Lewis (1914-19)
- Peter Saint (1919-26)
- John Cummins (1926-29)
- Arthur Fairclough (1929-30)
- Brough Fletcher (1930-37)
- Angus Seed (1937-53)
- Tim Ward (1953-60)
- Johnny Steele (1960-71)
- John McSeveney (1971-72)
- Johnny Steele (1972-73)
- Jim Iley (1973-78)
- Allan Clarke (1978-80)
- Norman Hunter (1980-84)
- Bobby Collins (1984-85)
- Allan Clarke (1985-89)
- Mel Machin (1989-93)
- Viv Anderson (1993-94)
- Danny Wilson (1994-98)
- John Hendrie (1998-1999)
- Dave Bassett (1999-2000)
- Nigel Spackman (2001)
- Steve Parkin (2001-2003)
- Glyn Hodges (2003)
- Gudjon Thordarson (2003-2004)
- Paul Hart (2004-2005)
- Andy Ritchie (2005-2006)
- Simon Davey (2006-)

|}

## Rekordi kluba
- Najvišja ligaška zmaga: 9-0 proti Loughborough Townu, Second Division, 28. januar 1899
- Najvišja zmaga v FA pokalu: 6-0 proti Blackpoolu, 1. kolo FA pokala, 20. januar 1910
- Najvišji poraz v ligi: 0-9 proti Notts Countyju, Second Division, 19. januar 1927
- Najvišji poraz v FA pokalu: 1-8 proti Derby Countyju, 1. kolo FA pokala, 30. januar 1987
- Nogometaš z največ zadetki v sezoni: Cecil McCormack, 33, Football League Division Two, 1950/51
- Nogometaš z največ zadetki: Ernest Hine, 123, 1921 - 1938
- Nogometaš z največ nastopi za reprezentanco: Gerry Taggart, 35, Severna Irska
- Nogometaš z največ nastopi v ligi: Barry Murphy, 514, 1962 - 1978
- Najvišja odškodnina za prodanega igralca: £4,500,000 je za Ashley Warda plačal klub Blackburn Rovers, december 1998
- Najdražje kupljen igralec: £1,500,000 klubu FK Partizan za Georgija Hristova (1997) ter £1,500,000 klubu QPR za Mika Sharona (1999)
- Največje število gledalcev na tekmi: 40.255 proti Stoke Cityju, 5. kolo FA pokala, 15. februar 1936